# قلم إيكيا

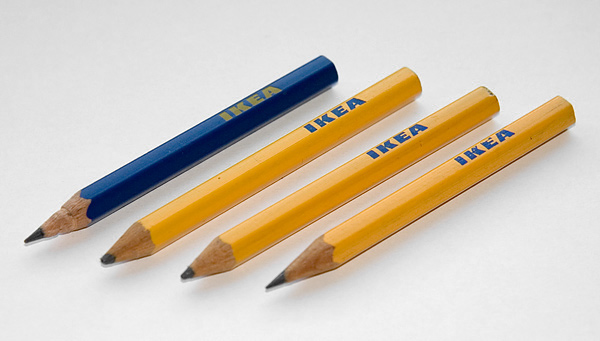
اقلام رصاص ايكيا القديمة

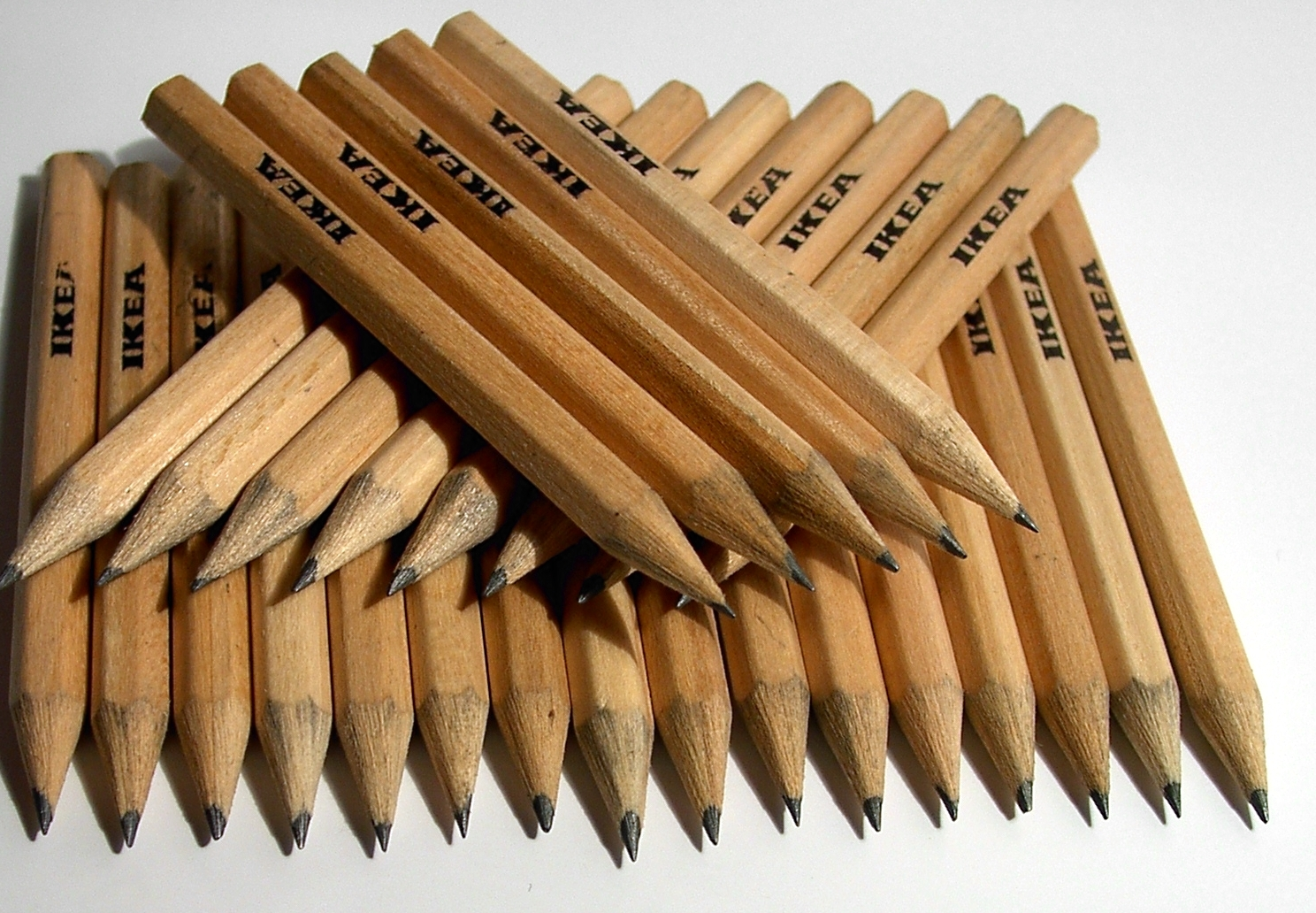
اقلام رصاص ايكيا الحديثة

أقلام رصاص إيكيا أقلام رصاص صغيرة تقدم مجانًا في جميع فروع إيكيا حول العالم. توجد داخل صناديق صغيرة متصلة بأعمدة، ومعها الخرائط وأشرطة القياس واستمارات التسوق. اشتهرت أقلام رصاص إيكيا بتنوع تصاميمها المثيرة للإعجاب. وعلى مر السنين تغير لون تصميمها من الأزرق والأصفر  ليصبح لونًا أصفر مائلًا إلى اللون الخشبي الطبيعي. وبالرغم من اختلاف ألوانها، لم تتغير أبعادها قط فكانت دائمًا 7 × 87 مم.

## نبذة
الاستخدام المعتاد للقلم في المتجر هو تدوين الملاحظات، بحيث يقوم العملاء بتدوين العناصر المراد شرائها من وصف المنتج  على دفاتر الملاحظات الخاصة بهم وزيارة مستودع الأثاث بالخدمة الذاتية لجمع المنتجات التي تم اختيارها من  صالة العرض ويتم استلامها على شكل صناديق مسطحة، باستخدام ملاحظاتهم لتحديد رقم المنتجات التي تم تدوينها مسبقا عن طريق وصف المنتج.
يقال أن قلم رصاص ايكيا تم تقديمه لمنافسة قلم ارقوس، والذي كان يقدم  مجانًا  أيضًا في متاجر ارقوس في المملكة المتحدة. خلال هذا الوقت، قدم ارقوس ستة أقلام فقط لكل من يحمل كتيب بينما عرضتهم ايكيا في موزعات كبيرة لعامة الزبائن.
تطلب ايكيا 5.2 مليون قلم رصاص سنويًا لفروعها الكندية فحسب، ولا ترفض الشركة العملاء الذي يستخدمونها  لأغراض  أخرى مثل المشاريع الحرفية أو الأعمال الفنية. فقد قامت الفنانة الهولندية جوديت ديليمان ببناء كرسي مستخدمة المئات من اقلام رصاص ايكيا.
عندما تم افتتاح متجر ايكيا لأول مرة في كوريا الجنوبية، تم استهلاك أقلام الرصاص المجانية التي من المفترض استهلاكها خلال عامين في غضون شهرين.
كونها غير صالحة للإستخدام مرتين، يستخدمها الجراحون لوضع علامة على قطع العظم في جراحة الوجه. وتستخدم أيضا في رسم الدوائر الإلكترونية، وقد تم استخدام أقلام الرصاص من ايكيا في تصنيع مجسات الكلور لمياه الشرب.